# 高孔廉

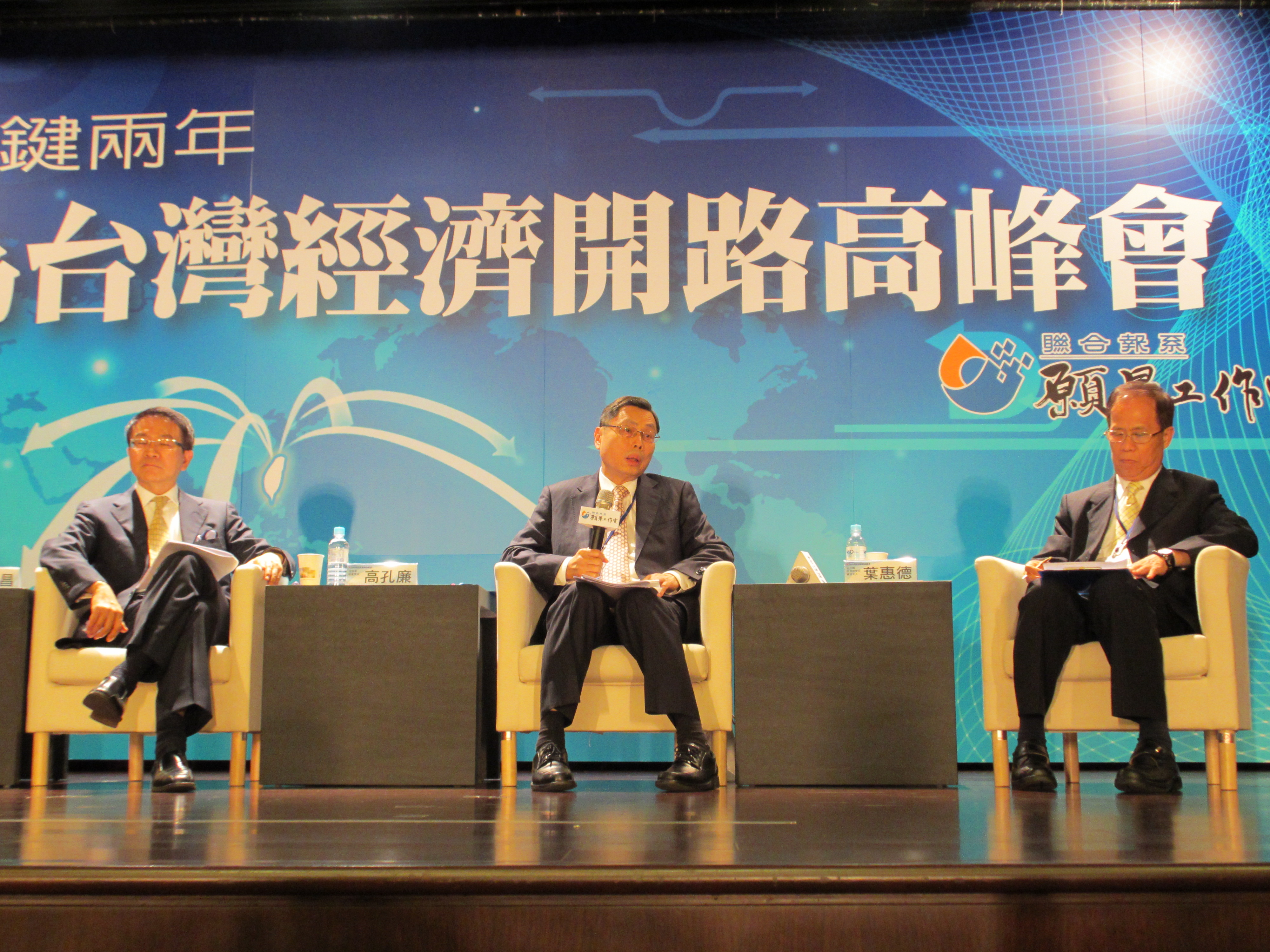
台灣經濟開路高峰會

高孔廉（1944年11月9日—），福建林森縣人。中華民國政治人物。前任台湾海基会副董事长兼秘书长。妻罗惠珠，育有二子；現任中原大學兼任講座教授。
2015年2月11日高孔廉出任國民黨主席特別顧問兼大陸事務部主任
2016年10月，高孔廉直言除了歷史定位，馬英九並沒有在馬習會中得到什麼，甚至被問到馬英九是否有望爭取諾貝爾和平獎，高坦言目前兩岸繼續僵持，要得獎「很難」。
| 姓名     | 高孔廉                                                                |
| -------- | --------------------------------------------------------------------- |
| 學歷     | 學系畢業 碩士                                                         |
| 專長     | 智慧財產權法 行政爭訟法 行政組織法 兩岸關係相關法規                   |
| 經歷概要 | 曾任： 財團法人海峽交流基金會副董事長兼秘書長 現任： 中國信託銀行顧問 |

## 荣誉

### 中华民国勋章奖章
- 二等景星勋章（2014年2月7日于台北总统府颁授[4]）